# Fundacja Ricardo do Espirito Santo Silva
Fundacja Ricardo do Espírito Santo Silva (port. Fundação Ricardo do Espírito Santo Silva) – portugalska fundacja z siedzibą w Lizbonie, prowadząca Muzeum Sztuki Zdobniczej (Museu Artes Decorativas) oraz Wyższą Szkołę Sztuk Zdobniczych (Escola Superior de Artes Decorativas) i Instytut Sztuki i Rzemiosła (Instituto de Artes e Oficios). Fundacja została założona w 1953 roku w najstarszej dzielnicy Lizbony Alfamie przez Ricardo do Espirito Santo Silva (1900–1954), bankiera i kolekcjonera sztuki. Jej celem jest badanie i ochrona portugalskiej sztuki zdobniczej, w tym poprzez kultywowanie tradycyjnego rękodzieła. Siedzibą Fundacji i Muzeum jest pochodzący z XVII wieku pałac Azurara, zakupiony przez Ricardo do Espirito Santo Silvę w 1947 roku.

## Museu de Artes Decoratives
Podstawą muzeum, zajmującego cztery piętra pałacu Azurara, jest prywatna kolekcja sztuki zgromadzona przez Ricardo do Espírito Santo Silvę. Znajdują się tam m.in. meble portugalskie (XVI-XIX w.), dywany z regionu Arraiolos i orientalne (XVII-XVIII w.), wyroby ze srebra (XV-XIX w.), chińska porcelana, portugalski fajans i kafelki ceramiczne. Muzeum ma również dużą kolekcję obrazów, których autorami byli głównie malarze portugalscy i francuscy m.in. Gregório Lopes, Bento Coelho da Silveira, Francisco Vieira, Vieira Lusitano, Jean-Baptiste Pillement, Alexandre Jean Noël, Louis-Michel van Loo, Dirk Stoop, Pierre-Antoine Quillard. Muzeum pokazuje jak wyglądała siedziba zamożnej arystokratycznej rodziny portugalskiej w XVIII wieku.